# 황성균
황성균(黃性均, 1936년 6월 25일~)은 대한민국의 의사 출신 정치인이다. 제13·15대 국회의원을 지냈다. 본관은 창원이며, 경상남도 사천 출신이다.

## 학력
- 사천초등학교 졸업
- 진주중학교 졸업
- 진주고등학교 졸업
- 부산대학교 의과대학 졸업
- 서울대학교 의과대학 대학원 졸업 박사

## 경력
- 제13대 국회의원(사천, 삼천포 / 민주정의당)
- 제15대 국회의원(사천시 / 한나라당)
- 의료보험관리공단 이사장
- 의료법인 순영재단 이사장
- 한나라당보건복지위원회 간사
- 한나라당 보건복지정책위원장
- 국회실업대책특위 위원
- 예산결산 특별위원회 위원
- 진주고등학교 총동창회 회장
- 한나라당 경상남도 지부장

## 역대 선거 결과
|  | 53.30% |

|  | 34.09% |